# 과실일수죄
과실일수죄(過失溢水罪)는 과실로 인하여 177조 또는 178조에 기재한 물건을 침해하거나(추상적 공공위험죄), 179조에 기재한 물건을 침해하여 공공의 위험을 발생하게 하는 죄(구체적 공공위험죄). 1,000만원 이하의 벌금에 처한다(181조).

## 같이 보기
- 과실 (부주의)
- 대한민국 형법 제177조
- 대한민국 형법 제178조
- 대한민국 형법 제179조